# Bengt Åke Berg
Bengt Åke Berg, född 11 december 1942 i Nyköping, är en svensk ämbetsman.
Berg diplomerades från Handelshögskolan i Stockholm 1964. Han blev utredningssekreterare vid Svenska kommunalarbetareförbundet 1963 och vid Svenska träindustriarbetareförbundets utredningsavdelning 1964, sakkunnig vid Finansdepartementet 1967 och vid Industridepartementet 1969. Han blev departementssekreterare i Finansdepartementet 1970, kansliråd samma år och departementsråd 1973. Berg var budgetchef 1974–1976, utredningssekreterare i socialdemokraternas riksdagsgrupp 1977–1979, finanssekreterare i Stockholms kommun 1979–1983. Han var generaldirektör för Statens Industriverk 1983–1985 och blev VD för Tumba bruk 1985.